# Linckia laevigata
Linckia laevigata è una stella marina della famiglia Ophidiasteridae.

## Aspetti morfologici

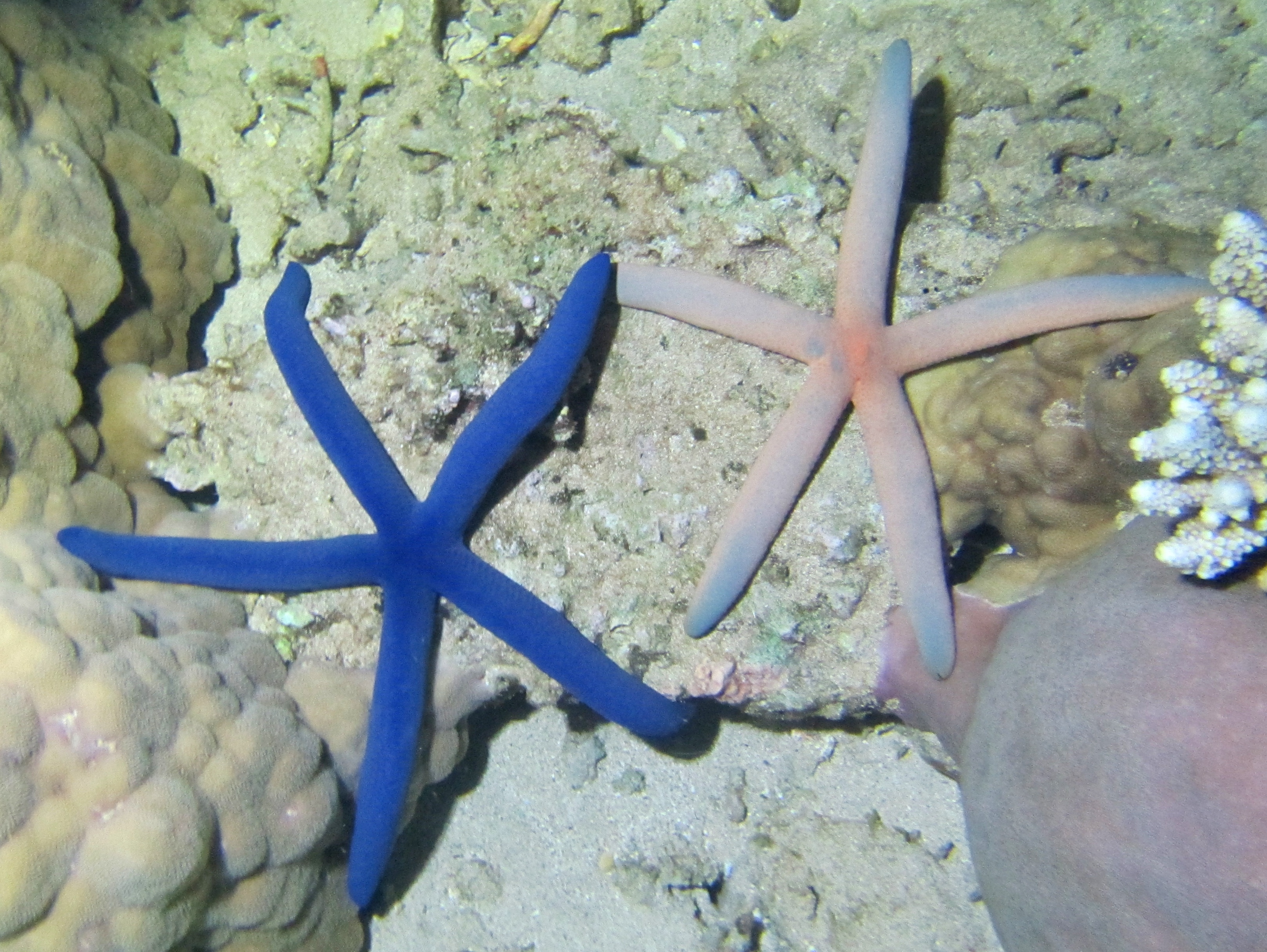
Questa stella è spesso blu ma talvolta rosa.

Corpo di colore blu, generalmente uniforme, scuro o chiaro, anche se si può trovare la variante viola, arancione, grigia o rosa. Alcune di esse possono eventualmente recare macchie chiare o più scure lungo ciascuna delle braccia. 
Queste stelle marine possono crescere fino a raggiungere i 30 cm di diametro, e ciascun braccio presenta una struttura tubolare, che anziché assottigliarsi verso la punta, mantiene più o meno lo stesso diametro fino alla tonda estremità. Le braccia sono lunghe, comunemente alla maggior parte degli Ophidiasteridae, e solitamente sono fornite di brevi piedini tubolari giallastri.

## Rigenerazione, riproduzione, predatori
Il genere Linckia è noto per il notevole potere rigenerante, capace di autotomia difensiva contro i predatori. Si possono riprodurre asessualmente: una simile stella tropicale, conosciuta come multifora Linckia (rosa o rosso screziato di bianco e giallo) può produrre 'comete' o braccia separate dalla 'stella madre', in tutto e per tutto individuali, pronte per la crescita fino alla maturità.
La Linckia laevigata non fa eccezione: molti individui osservati in natura avevano perso dei 'bracci', o erano talvolta in forma di 'cometa'.
Alcune delle altre specie di abitanti del reef si cibano di questa specie di stella marina. Pesci palla, gamberi arlecchino e persino alcuni anemoni di mare sono stati osservati a mangiare la totalità o una parte della laevigata, che è anche soggetta a parassitizzazione da una specie di gasteropode parassita (Thyca crystallina).

## Distribuzione e habitat
Abitante delle barriere coralline e dei letti dell'erba del mare, questa specie è relativamente comune e si trova in densità variabile. Vivono sia su fine sabbia che in substrati duri.
È molto conosciuta anche nell'ambito dell'acquariofilia marina, benché non sia di facilissimo allevamento. Ha bisogno di un corretto, lento ambientamento prima di entrare nel sistema del serbatoio, e molti esemplari muoiono a causa di un processo di acclimatazione improprio o di malnutrizione. Generalmente visto come un detritivoro, molte fonti dicono che questa specie pascola in maniera indefinita per tutto l'acquario alla ricerca di film organici o sedentari, organismi a crescita bassa come spugne e alghe. Questa specie deve ancora essere allevata in cattività per prelievo sostenibile.
Fascia tropicale, nell'Indo-Pacifico, da 0 a 60 metri. Costa orientale dell'Africa, isole Hawaii. Reperibile anche nelle isole Marshall, isole Gilbert, Guam, isole Salomone, Nuova Caledonia, Maldive, Golfo del Bengala, Filippine, Cina, Giappone.